# Parafia Najświętszej Maryi Panny Śnieżnej w Pawłowicach
Parafia Najświętszej Maryi Panny Śnieżnej w Pawłowicach – parafia rzymskokatolicka, znajdująca się w archidiecezji poznańskiej, w dekanacie rydzyńskim. 